# Джам (Узбекистан)
Джам (узб. Jom) — древнее село, находящееся в 45 километрах к юго-западу от Самарканда на территории Нурабадского района Самаркандской области Республики Узбекистан. Одно из больших сел Узбекистана с населением более 35 тысяч человек.

## Этимология названия
Существует три определения слова Джам. Судя по первому, это место схоже с чашей, отсюда и название «жом», второе определение персидского слова «жом» означает «переплетение», в прошлом здесь была караванная дорога, и третий вариант связан с именем великого поэта Абдуррахмана Джами
Через Джам проходили важные торговые пути с эпохи античности и до начала XX века.

## Исторические события
В 1409 году в селении Джам останавливался младший сын Амира Темура Шахрух, направлявшийся в Самарканд.
Село известно как родина узбекского писателя Мурад Мухаммад-Доста.